# Meizu V8
Meizu V8 та Meizu V8 Pro — смартфони, розроблені компанією Meizu. Були представлені 19 вересня 2018 року разом з Meizu 16X. На глобальному ринку продавалися під назвами Meizu M8 lite та Meizu M8 відповідно.

## Дизайн
Екран виконаний зі скла. Корпус в Meizu V8 в чорному кольорі виконаний з матового пластику, а в білому — з глянцевого, коли у V8 Pro корпус виконаний з алюмінію.
Знизу розміщені роз'єм microUSB, динамік, мікрофон та 3.5 мм аудіороз'єм. З лівого боку розташований гібридний слот під 2 SIM-картки, або 1 SIM-картку і карту пам'яті формату microSD до 128 ГБ. З правого боку розміщені кнопки регулювання гучності та кнопка блокування смартфону. Сканер відбитку пальця знаходиться на задній панелі.
В Україні Meizu V8 (під назвою Meizu M8 lite) продавався в чорному та білому кольорах, а Meizu V8 Pro (під назвою Meizu M8) — в чорному та золотому.

## Технічні характеристики

### Платформа
Meizu V8 отримав процесор MediaTek MT6739 та графічний процесор PowerVR GE8100.
Meizu V8 Pro отримав процесор MediaTek MT6762 Helio P22 та графічний процесор PowerVR GE8320.

### Батарея
Meizu V8 отримав батарею об'ємом 3200 мА·год, а Meizu V8 Pro — 3100 мА·год.

### Камера
Meizu V8 отримав ширококутний об'єктив на 13 Мп з діафрагмою f/2.2 та автофокусом, а Meizu V8 Pro отримав основну подвійну камеру із ширококутним об'єктивом на 12 Мп з автофокусом та сенсором глибини на 5 Мп, що мають діафрагму f/2.2. Також обидві моделі отримали ширококутну фронтальну камеру на 5 Мп з діафрагмою f/1.9.
Основна та фронтальні камери обох моделей вміють записувати відео у роздільній здатності 1080p@30fps.

### Екран
Екран IPS LCD, 5,7", 1440 × 720 (HD+) зі співвідношенням сторін 18:9 та щільністю пікселів 282 ppi.

### Пам'ять
Meizu V8 продавався в конфігурації 3/32 ГБ, а V8 Pro — 4/64 ГБ.

### Програмне забезпечення
Смартфони були випущені на Flyme 7.1 що базується на Android 8.1 Oreo.